# Harvard Motor Car Company
Harvard Motor Car Company, vorher Pioneer Motor Car Company und Harvard-Pioneer Motor Car Company, war ein US-amerikanischer Hersteller von Automobilen.

## Unternehmensgeschichte
Charles Herreshoff hatte 1914 die Herreshoff Motor Company aus Detroit in Michigan verlassen. Er plante einen Neuanfang als Herreshoff Light Car Company in Troy im Bundesstaat New York. Allerdings gab es in Detroit bereits ein Unternehmen gleichen Namens, geleitet von Northrup R. Holmes, der Fahrzeuge von Herreshoff vertrieben hatte. Die beiden Herren planten eine gemeinsame Produktion in Troy. Herreshoff besaß einen Prototyp und Holmes die Baupläne dafür. Dann verließ Herreshoff plötzlich das Land und zog mit dem Prototyp nach Südamerika. Holmes gründete 1914 die Pioneer Motor Car Company in Troy. Wenig später folgte die erste Umfirmierung in Harvard-Pioneer Motor Car Company. Theodore Litchfield war der Konstrukteur. Sie fertigten in Troy Automobile. Der Markenname lautete Harvard.
Anfang 1916 traf Holmes auf George N. Nay aus Hudson Falls, ebenfalls im Bundesstaat New York. Er vertrieb mit seiner Adirondack Motor Car Company Fahrzeuge von Cole, Mitchell, Overland und Saxon. Zwischen 1916 und 1919 fand dort die Produktion der Fahrzeuge statt. Für diese Zeit sind 80 Fahrzeuge überliefert.
Am 18. Oktober 1919 wurde das Unternehmen in Harvard Motor Car Company umbenannt. Holmes und Nay waren die Inhaber. Walter Bulow, der vorher für American Fiat und Lozier tätig war, überarbeitete die Fahrzeuge.
1920 übernahmen Henry R. Carroll aus Washington, D.C. und die Brüder Carter das Unternehmen. Sie verlegten den Sitz nach Hyattsville in Maryland. 1921 endete die Produktion.

## Fahrzeuge
Die Fahrzeuge waren überwiegend für den Export nach Neuseeland gedacht. Daher hatten sie Rechtslenkung.
Von 1915 bis 1919 gab es das Model 4-20. Es hatte einen Vierzylindermotor von der Model Gas Engine Works, der mit 14,3 PS angegeben war. Das Fahrgestell hatte 254 cm Radstand. Zur Wahl standen Roadster und Coupé, beide mit zwei Sitzen.
Von 1920 bis 1921 stand der Four im Sortiment. Er hatte einen Vierzylindermotor von Sterling mit 35 PS Leistung. Der Radstand betrug 274 cm. Einziger Aufbau war ein offener Tourenwagen mit Platz für vier Personen.

## Modellübersicht
| Jahr      | Modell     | Zylinder | Leistung (PS) | Radstand (cm) | Aufbau                            |
| --------- | ---------- | -------- | ------------- | ------------- | --------------------------------- |
| 1915–1919 | Model 4-20 | 4        | 14,3          | 254           | Roadster 2-sitzig, Coupé 2-sitzig |
| 1920–1921 | Four       | 4        | 35            | 274           | Tourenwagen 4-sitzig              |